# Cirkus (film fra 2004)
 For alternative betydninger, se Cirkus (flertydig). (Se også artikler, som begynder med Cirkus)
Cirkus er en dansk kortfilm fra 2004 instrueret af Thomas Pors efter manuskript af ham selv og Rum Malmros.

## Handling
En naiv klovn med en fantastisk æske og et hjerte af guld søger arbejde i cirkus. Desværre ender han bare det forkerte sted: Et cirkus hvor direktøren er apatisk, ballerinaen har fået nok, og hesten er på speed...